# Проезд Шелихова
Прое́зд Ше́лихова — проезд в районе Лефортово Юго-Восточного административного округа Москвы.

## Происхождение названия
Наименование бывшему безымянному проезду присвоено 6 ноября 2018 года  в память о Г. И. Шелихове (1747—1795) — русском исследователе, мореплавателе, промышленнике и купце, с 1775 года занимавшемся обустройством коммерческого торгового судоходства между Курильской и Алеутской островными грядами. В 1783—1786 годах он возглавлял экспедицию в Русскую Америку, в ходе которой были основаны первые русские поселения в Северной Америке. В 1784 году был организатором массовой резни коренного населения острова Ситкалидак.

## Описание
Проезд начинается от шоссе Энтузиастов на рекультивируемой и застраиваемой территории бывшего металлургического завода «Серп и Молот».
Прокладка проезда только начата, ведётся строительство новых кварталов Достоинство и Искренность жилого комплекса «Символ». Согласно проекту планировки, по мере застройки проезд будет продлён до Третьего транспортного кольца.

## Здания и сооружения
Жилые дома и другие сооружения в настоящий момент только строятся.

## Общественный транспорт
По самому проезду общественный транспорт не проходит. Вблизи начала проезда, на шоссе Энтузиастов, расположена остановка общественного транспорта «Станция Курская-Товарная».

### Трамваи
- 12 — 2-я улица Машиностроения – 16-я Парковая улица
- 38 — Черёмушки – 3-я Владимирская улица
- 46 — Малый Калитниковский проезд – Площадь Сокольническая Застава

### Автобусы
- 125 — Улица Молостовых — Красноказарменная площадь
- 340 —  Римская — Смирновская улица
- 365 —  Римская — Смирновская улица, 25
- 567 —  Марксистская —Смирновская улица, 25
- 730 — Гаражная улица (Москва) —  Римская
- м8 —  Лубянка — Дангауэровка
- т53 —   Таганская — платформа Новогиреево
- н4 —  Китай-город — Новокосино